# Fondation des Alliances françaises
Pour un article plus général, voir Alliance française.
 (octobre 2024).
La Fondation des Alliances françaises, anciennement Fondation Alliance française jusqu'en février 2020, est une fondation française de droit privé reconnue d'utilité publique, qui anime et régule le réseau international des Alliances françaises.
Elle est liée au ministère de l'Europe et des Affaires étrangères par une convention annuelle. L'évolution de la carte du réseau des Alliances est étudiée conjointement par les deux parties.
Son statut de fondation vise à favoriser les dons d'entreprises ou de particuliers.
Créée comme association en 1883, elle devient en 2007 une fondation après dissociation de l'Alliance française Paris Île-de-France.

## Réseau des Alliances françaises
Elle contribue par son réseau d'Alliances françaises, présentes dans plus d'une centaine de pays, à l'enseignement de la langue française comme langue étrangère. Les établissements affiliés délivrent des diplômes définis par le ministère français de l’Éducation nationale (DELF et DALF).
Les Alliances françaises installées dans les pays étrangers sont généralement nées d'initiatives locales et sont très intégrées dans la vie des pays. Régies par le droit local (le plus souvent sous une forme associative), elles sont indépendantes de l'Alliance française Paris Île-de-France, tant statutairement que financièrement, et fonctionnent vis-à-vis du siège parisien comme des franchises.

## Localisation
Son siège se situe dans les locaux de l'Alliance française Paris Île-de-France, dans le 6e arrondissement de Paris.

## Présidents
- Charles Tissot 1883-1887
- Ferdinand de Lesseps 1887-1888
- Victor Duruy 1889-1891
- Comte Colonna-Ceccaldi 1891-1892
- Général Parmentier (d) 1892-1899
- Pierre Foncin 1899-1914
- Jules Gautier (d) 1914-1919
- Paul Deschanel 1919-1920
- Raymond Poincaré 1920-1925
- Paul Doumer 1925-1930
- Raymond Poincaré 1930-1934
- Joseph Bédier 1934-1937
- 1937-1947 : ?
- Georges Duhamel 1947-1949
- Émile Henriot 1949-1961
- Wilfrid Baumgartner 1961-1978
- Marc Blancpain 1978-1993
- Jacques Viot (en) 1994-2004
- Jean-Pierre de Launoit de 2004 à 2014
- Jérôme Clément de 2015 à 2018[2]
- Michel Doulcet (d) de février 2018 à février 2019 [3].
- Alain-Pierre Degenne (d) (2019-2020)
- Yves Bigot depuis avril 2020[4]

## Secrétaires généraux
- Pierre Foncin 1883-1897
- Alfred Muteau 1897-1899
- Léon Dufourmantelle 1899-1909
- Émile Salone 1909-1914
- Albert Malet 1914-1915
- Paul Labbé 1919-1934
- Louis Dalbis 1934-1937
- Jean Lichnerowicz (d)[5] 1937-1944
- Marc Blancpain 1944-1978
- Philippe Greffet 1978-1988
- Jean Harzic de 1988 à 2001
- Jean-Claude Jacq de 2001 à 2015
- Bertrand Commelin (d) de 2015 à 2019
- Marc Cerdan (d) à partir de mai 2019